# Sepelio en el mar
Sepelio en el mar es el segundo álbum de estudio de la banda mexicana de heavy metal Transmetal, lanzado en 1990 a través de Avanzada Metálica (en la edición LP) y por Discos Denver (en formato CD). 
Dos años más tarde se lanzó una versión de este álbum pero con letras y título escritos en inglés, a través de Grincore Records.

## Lista de canciones
1. Desear un funeral (03:53)
2. El llamado de la muerte (03:40)
3. Oscuridad atroz (05:29)
4. Profanador (05:32)
5. Temor a la cruz (03:50)
6. Camino al cementerio (03:35)
7. Exhumado (03:48)
8. Atormentado del cerebro (03:47)
9. Sepelio en el mar (04:16)

## Integrantes
- Alberto Pimentel - Voz, guitarra
- Javier Partida - Batería
- Juan Partida - Guitarra líder
- Lorenzo Partida - Bajo